# If It Ain't About Money
If It Ain't About Money è un singolo del rapper Fat Joe, in collaborazione con Trey Songz, pubblicato nel 2010 come estratto dall'album The Darkside Vol.1.